# Cyril a Metoděj

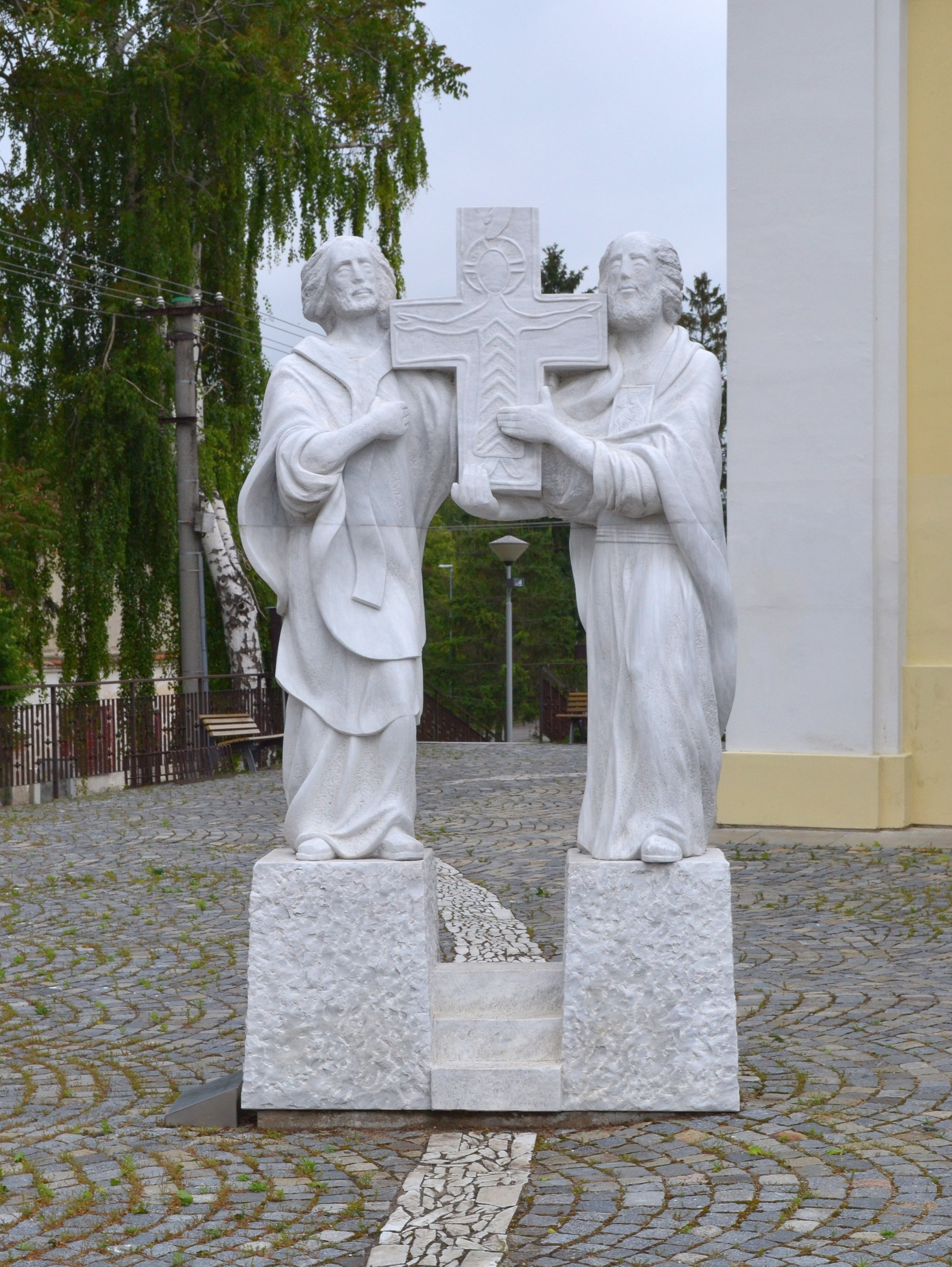
Sousoší svatých Cyrila a Metoděje z roku 2013 v Moutnici od sochaře Petra Váni

Svatí Konstantin (Cyril) a Metoděj (označováni někdy jako soluňští bratři, apoštolové Slovanů či slovanští věrozvěstové) byli křesťanští misionáři, kněží, mniši a bratři ze Soluně, kteří v rámci své misie na Velké Moravě prosadili staroslověnštinu jako bohoslužebný jazyk, pro který Konstantin vytvořil také písmo nazývané hlaholice. V roce 1981 je papež sv. Jan Pavel II. prohlásil spolupatrony Evropy. Jsou také hlavními patrony Moravy. V Česku a na Slovensku se slaví svátek Cyrila a Metoděje 5. července.
Svatý Konstantin (zvaný Filozof) (řecky Κωνσταντίνος, Konstantinos) (827, Soluň – 14. února 869, Řím) byl mladší než Metoděj. Patřil k nejvýznamnějším učencům své doby, byl vynikajícím teologem, řečníkem a polyglotem. Působil jako profesor filosofie v Konstantinopoli a úspěšně vedl několik zahraničních nábožensko-politických misí a mnoho teologických disputací. Několik let žil v klášteře společně se svým bratrem. V tomto období začala jejich společná činnost. Mnichem se stal až krátce před svou smrtí v Římě, kde vstoupil do kláštera a přijal řeholní jméno Cyril (místo jména Konstantin) (řecky Κύριλλος, Kyrillos; latinsky Cyrillus), které se stalo v průběhu staletí známějším.
Svatý Metoděj (řecky Μεθόδιος, Methodios; latinsky Methodius) (813, Soluň – 6. dubna 885, Velkomoravská říše) byl starším bratrem Konstantina. V mládí pracoval jako byzantský státní úředník. Během společného pobytu v klášteře s Konstantinem se stal patrně jeho nejbližším spolupracovníkem, se kterým se pak účastnil zahraničních cest ve službách Byzance. Po Konstantinově smrti se ujal vedení velkomoravské misie a završil jejich společné dílo, které hájil až do své smrti. Jedním z jeho největších úspěchů bylo zřízení moravsko-panonské arcidiecéze, v niž se stal prvním arcibiskupem.

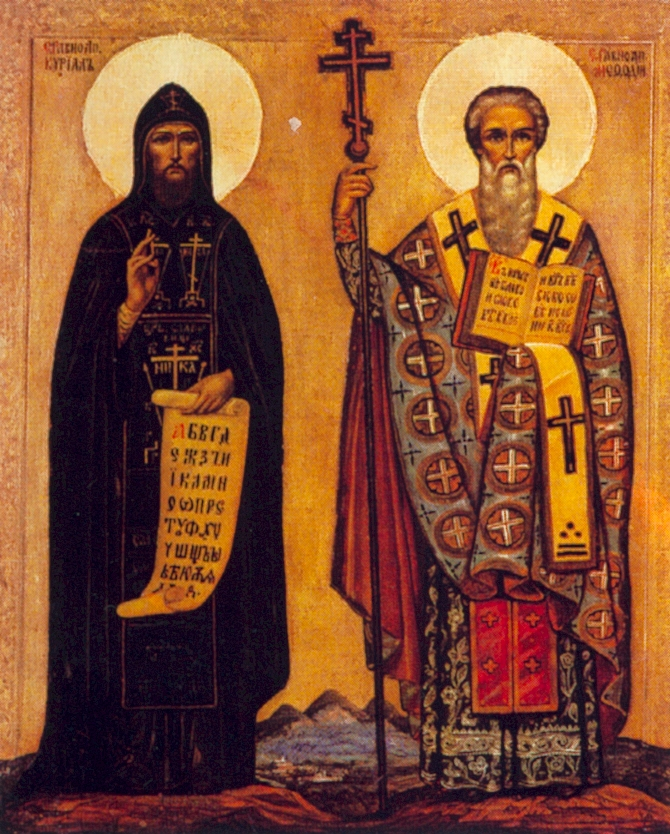
Svatí Cyril a Metoděj.

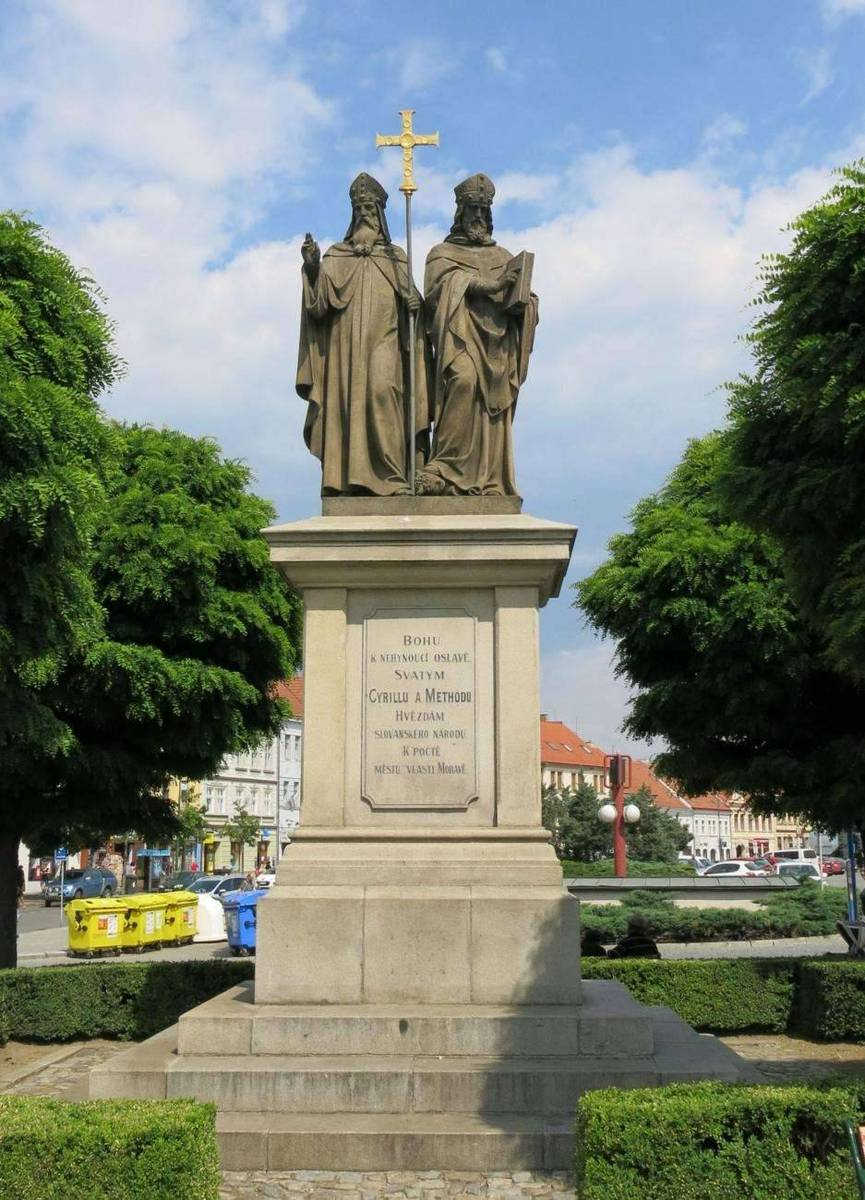
Sousoší svatých Cyrila a Metoděje na Karlově náměstí z roku 1885 v Třebíči

Celý středověk byli oba bratři považováni za biskupy, nyní nad jejich biskupskou hodností nepanuje shoda. Až do poloviny 19. století byli svatí Cyril a Metoděj běžně označováni staročeskými jmény Crha a Strachota. Jméno Crha vzniklo z Cyrila a Strachota špatným překladem z řeckého Methodios, které bylo mylně přikloněno k latinskému metus („strach“) a přeloženo.

## Období před misiemi (do roku 855)
Bratři pocházeli ze Soluně, z rodiny hodnostáře Byzantské říše. Podle některých pramenů a na základě jejich znalostí slovanského jazyka se soudilo, že jejich matka byla slovanského původu.
Metoděj se původně věnoval, jako jeho otec, činnosti ve státní správě. Brzy po ukončení studia práv v Byzanci byl v roce 835 jmenován archontem, vojenským úředníkem a správcem (místodržitelem) v byzantské provincii na řece Struma, obývané Slovany. Své povolání kolem roku 845 ukončil a úřad archonta opustil. Rozhodl se ukončit světský život a uchýlil se do oblasti maloasijského Olympu v bithýnském kraji do střediska řeckého mnišstva s množstvím klášterů jižně od Konstantinopole (Cařihradu). V jednom z mnoha klášterů na úbočí tohoto asijského Olympu (turecky Kešiš-Dag, mnišská hora), asi 2500 metrů vysokého masívu jižně od města Bursa se stal mnichem a diákonem, při té příležitosti přijal mnišské jméno Metoděj.

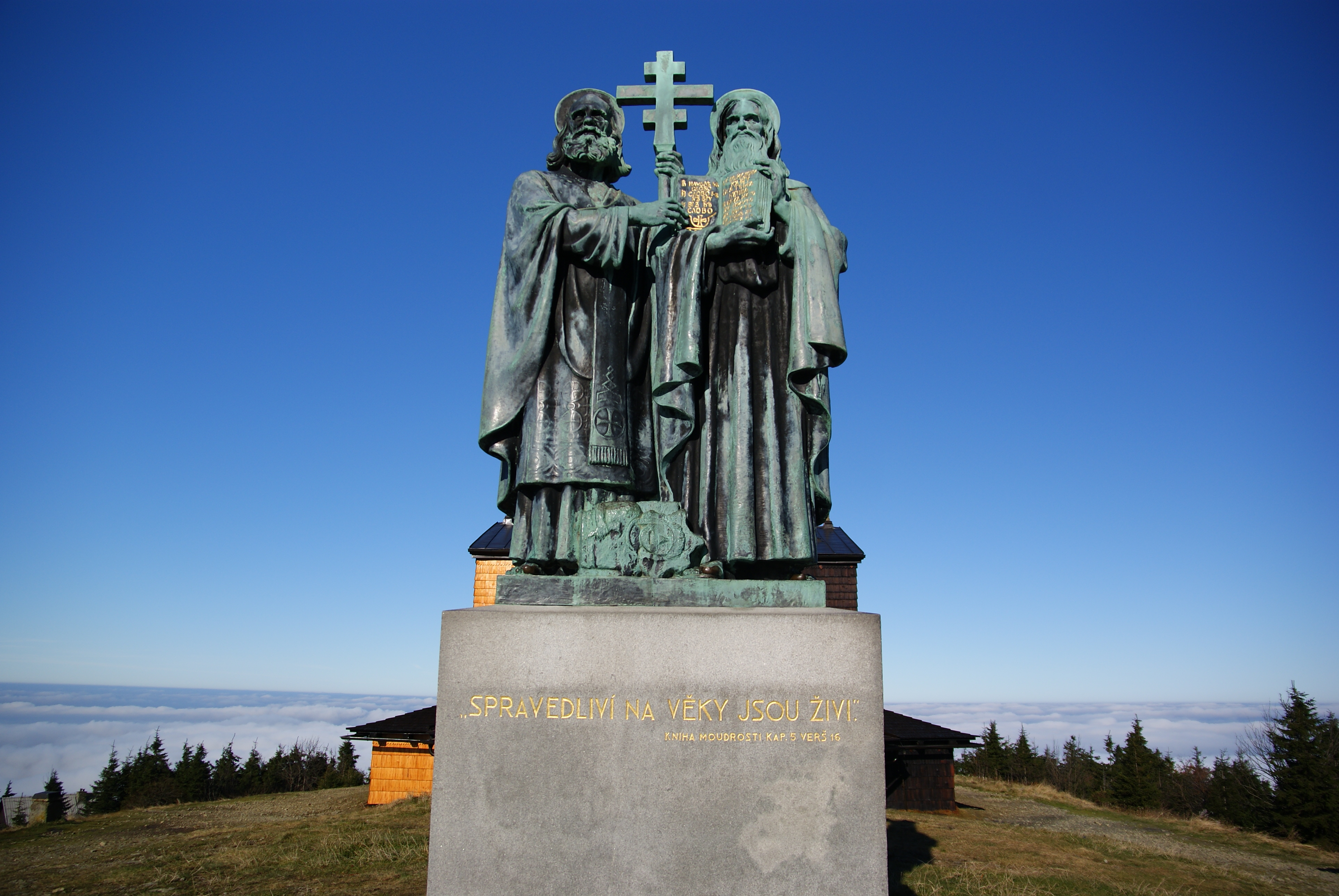
Sousoší svatých Cyrila a Metoděje z roku 1931 na vrcholu Radhošť u Dolní Bečvy

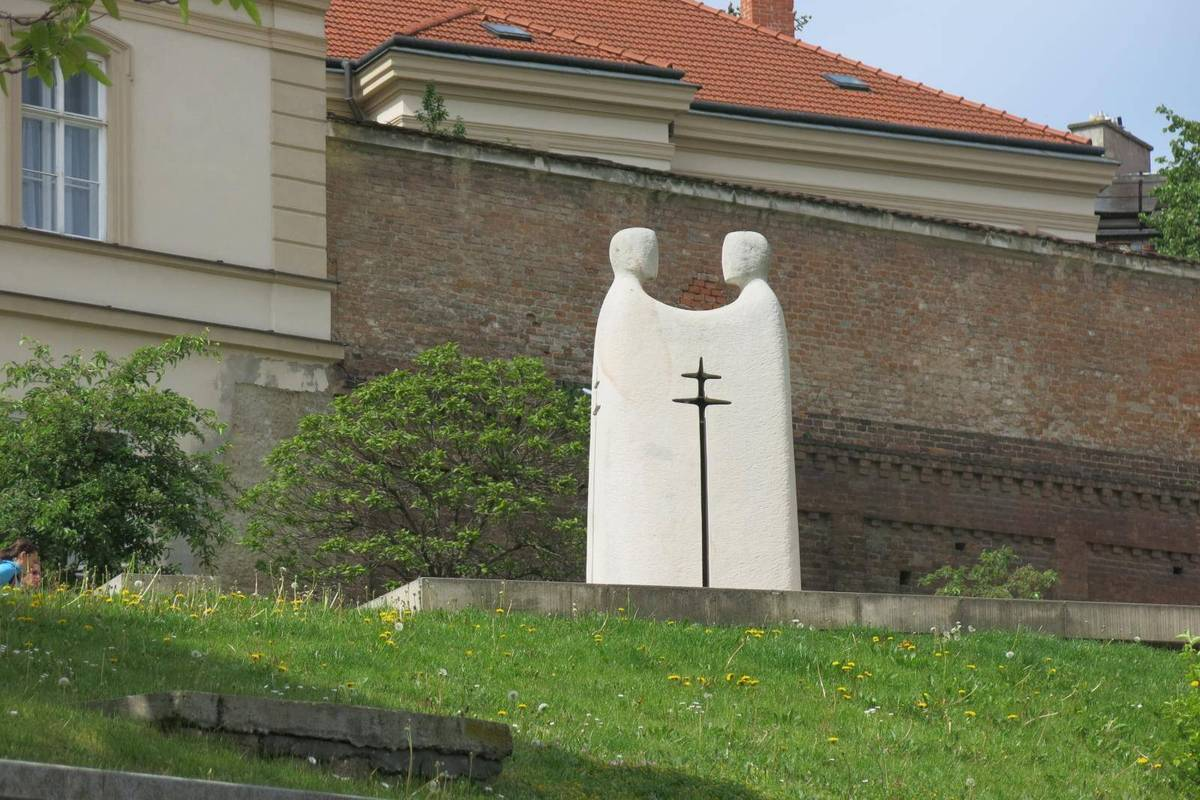
Sousoší svatých Cyrila a Metoděje z roku 2013 v Brně

Konstantin po studiu na školách v Soluni vystudoval teologii, filozofii a literaturu na císařské univerzitě v Konstantinopoli. Studia dokončil kolem roku 847. Kancléř císařovny Theodory II. Theoktistos dal Konstantina vysvětit na kněze a jmenoval jej chartofylaxem (knihovníkem a archivářem) nového patriarchy Ignatia. Konstantina tato služba nenaplňovala a jeho vztah s patriarchou byl vypjatý. Časem se proto tajně uchýlil do samoty jednoho z mnoha klášterů na zalesněném mořském pobřeží. Když byl asi po půl roce vypátrán a přemluven k návratu do Konstantinopole, odmítl bývalou funkci a přijal raději nabízené místo profesora filozofie na univerzitě, kde předtím studoval. Před nástupem na toto místo prokázal svoji způsobilost a schopnosti veřejnou zkouškou v podobě náboženské disputace s dříve sesazeným patriarchou Ioannem Grammatikem. V roce 851 ve svých dvaceti čtyřech letech byl císařovnou Theodorou požádán, aby obhajoval křesťanské učení u Saracénů. Poté se s tajemníkem Georgiem odebral do hlavního města Saracénů, Samarry severně od Bagdádu, kde svou moudrostí vyprovokoval Araby k neúspěšnému pokusu jej otrávit. Ze Samarry se vrátil do Cařihradu a v roce 855, pravděpodobně v souvislosti s politickými zvraty, z Cařihradu odešel a uchýlil se do stejného kláštera jako Metoděj. Řeholní sliby však nesložil. Soluňští bratři se v klášteře oddávali studiu a pravděpodobně již tady začal vznikat teoretický základ slovanského písemnictví, pro které zde získali první žáky, mezi nimiž byl i Kliment Ochridský.

## Období politických a náboženských zvratů v Byzanci (od roku 855 do roku 860)

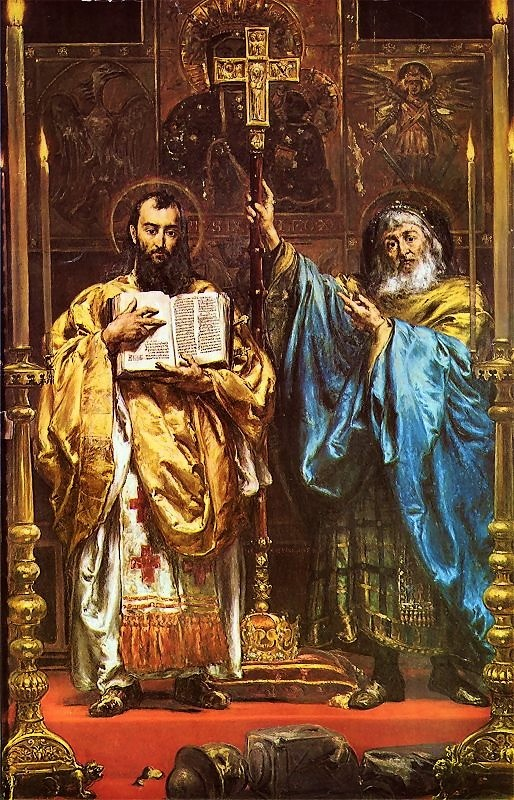
Obraz svatých Cyrila a Metoděje od Jana Matejka z roku 1885

Je pravděpodobné, že velký podíl na odklonu bratrské dvojice od státní služby, veškerého světského života a jejich následném útěku do klidného klášterního prostředí měly drsné politické praktiky a silné politicko-náboženské střety.
Theodora II. vládla jako císařovna-zástupkyně s pomocí kancléře Theoktista místo nezletilého syna Michaela III. Císařovnin bratr Bardas, schopný učenec, avšak povahou bezcharakterní, byl Theoktistův nepřítel a s nelibostí nesl spolupráci císařovny a jejího kancléře. Theoktistovi se podařilo vyhnat Bardase z Cařihradu. Ten však měl značný vliv na mladého císaře Michaela u kterého dosáhl toho, že byl povolán zpět do Cařihradu. Nastal otevřený konflikt, jehož důsledkem bylo spiknutí Michaela a jeho strýce Bardase proti Theoktistovi. Theoktistos, ochránce Konstantina, byl uvržen do žaláře, kde okolo roku 855 zemřel násilnou smrtí. Spiknutí Bardase a Michaela, často ovlivněného nestřídmým pitím, se obrátilo proti matce Theodoře, která se v roce 856 vzdala vlády. V roce 857 ji přinutili, aby i se svými třemi dcerami vstoupila do kláštera. Mladý císař následně ztrpčoval život patriarchovi Ignatiovi. Ignatios byl kvůli kritice Bardova pohoršlivého způsobu života vyhnán z Cařihradu, ale přes hrozby, lsti i útoky odmítl zříci se stolce patriarchy. Bardas nečekal, až bude Ignatius souzen a sesazen zákonným způsobem a ustavil novým patriarchou učence Fotia, muže světského stavu. Během pouhých šesti dnů přijal Fotios veškerá církevní svěcení a na Vánoce roku 858 byl vysvěcen na biskupa a ustaven patriarchou. Církevní sněm biskupů stál při Ignatiovi a tak Fotia odsoudil. Fotios na to v roce 859 svolal svůj církevní sněm a vládním nátlakem dosáhl sesazení Ignatia a zahájil pronásledování jeho přívrženců.

## Misie na Krymu (Chazarská říše, r. 860)
Přestože se Konstantin zastával Ignatia, někdejší Konstantinův učitel Fotios po státním a církevním převratu v Byzanci okolo roku 860 Konstantina i s bratrem Metodějem povolal z kláštera do Cařihradu, kde je byzantský císař Michael III. vyslal na misijní cestu přes poloostrov Krym až ke Kaspickému moři k Chazarům. Stalo se tak po prvním nájezdu Rusů na Konstantinopol. Mise obou bratří měla proto za úkol v prvé řadě obnovit spojenectví s Chazary. Chazaři byli jediným nehebrejským etnikem, které hromadně přijalo židovské vyznání, a to se stalo státním náboženstvím tohoto útvaru. Vedle politického úkolu, kterým byla společná obrana proti nájezdům, měli oba bratři i náboženský úkol (tzv. chazarskou polemiku). Při této cestě se jim podařilo nalézt a vyzvednout z moře ostatky papeže svatého Klimenta I., které pak údajně přinesli na Velkou Moravu, snad na Hradisko svatého Klimenta. Podle legendy je při své cestě do Říma vzali s sebou jako dar papeži. Dnes jsou uloženy v bazilice svatého Klimenta nedaleko Kolosea.

## Období mezi misiemi (od roku 861 do roku 862)
Mezitím došlo opět ke sporům mezi novým patriarchou Fotiem a přívrženci dřívějšího patriarchy Ignatia. Fotios tedy znovu svolal církevní sněm a na cařihradském synodě roku 861 byl Ignatius opětovně odsouzen a sesazen a s ním i větší počet biskupů. Císařský i patriarský dvůr po této události hledal nové biskupy a tak jedno místo nabídl Metodějovi, ten tuto nabídku odmítl a přijal pouze hodnost igumena, představeného kláštera Polychron v maloasijské Bithýnii na březích Marmarského moře.

## Misie na Velké Moravě (863–885)

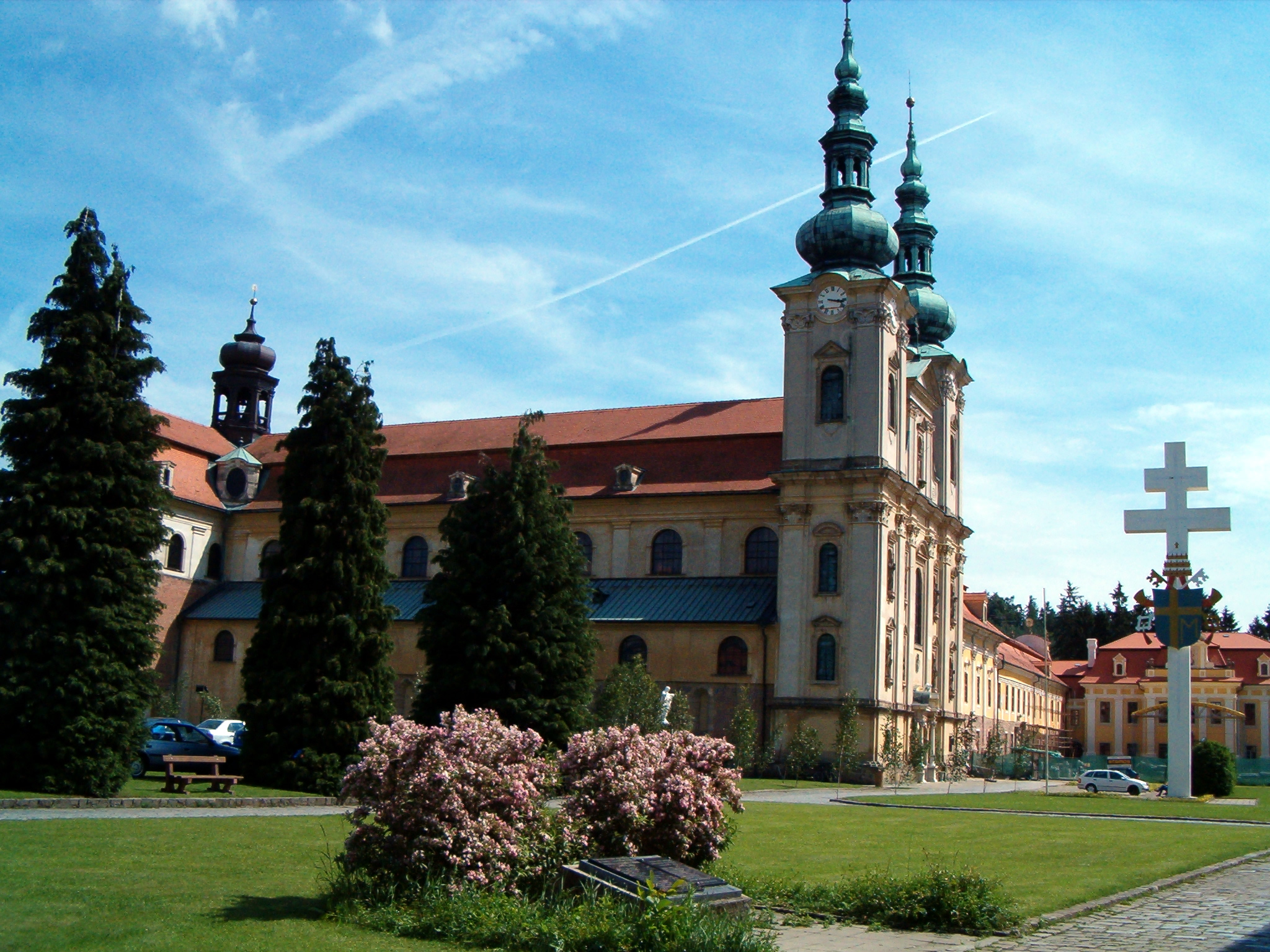
Bazilika Nanebevzetí Panny Marie a sv. Cyrila a Metoděje na Velehradě

### Pozvání na Moravu (862)
Lidé naši od pohanství odstoupili a křesťanský zákon zachovávají, nemáme však učitele takového, který by nám našim jazykem pravou víru křesťanskou vyložil, aby i jiné země, toto vidouce následovaly nás. I pošli nám, pane, biskupa i učitele takového. Neboť od vás na všechny strany vždy dobrý zákon vychází.
údajný dopis knížete Rostislava byzantskému císaři, Život Konstantinův
V roce 862 vyslal kníže Velké Moravy Rostislav (ev. Rastislav) poselstvo k byzantskému císaři Michaelu III. s žádostí o vyslání biskupa a učitele, který by položil na Velké Moravě základy (na franských biskupech nezávislé) církve. Obyvatelé Velké Moravy se již v té době sice seznámili s církevním učením misionářů z Východofranského království, ale kníže Rostislav se obával politického a náboženského vlivu Východofranské říše, a tak z Moravy nechal franské kněze vyhnat. Morava tak postrádala dostatek duchovních a i to mohlo být jedním důvodů Rostislavovy žádosti.
Císař a patriarcha Fotios se rozhodli nakonec Rostislavově žádosti částečně vyhovět. Pro znalost jazyka byli pro misi vybráni Konstantin a Metoděj. Při přípravách Konstantin sestavil nové písmo (hlaholici) pro slovanský jazyk a společně s bratrem Metodějem přeložili do staroslověnštiny liturgické knihy potřebné pro konání bohoslužeb. Konstantinovi je připisováno sestavení Proglasu, tedy předmluvy ke staroslověnskému překladu evangelií.

### Na Velké Moravě (863–867)
Na Velkou Moravu dorazili bratři na jaře 863 (Konstantin pravděpodobně v hodnosti presbytera/kněze a Metoděj patrně jako jáhen). Byzantská misie dosáhla úspěchu, zejména zásluhou podpory ze strany Rostislava, ale i organizačním schopnostem obou bratří a jejich autoritě (zejm. Konstantinově). Klíčovou roli hrálo také zavedení nové, slovanské liturgie a užití staroslověnštiny při kázání a výuce.
Konstantin s Metodějem sestavili také takzvaný Zákon sudnyj ljudem (česky Soudní zákon pro laiky), který se ve svém prvním bodě vypořádává s lidmi co nepřijali křesťanství tím, že stanovuje přísné tresty pro ty, kteří konají pohanské oběti nebo přísahy. Trestem bylo to, že „Každá vesnice, v níž se konají oběti nebo přísahy pohanské, ať je předána Božímu chrámu se vším majetkem, který patří pánům v této vesnici. Ti, kteří konají oběti a přísahy, ať jsou prodáni s veškerým svým majetkem a získaný výnos ať se rozdá chudým.
V roce 864 napadl Ludvík II. Němec Velkomoravskou říši a kníže Rostislav, obležen na Děvíně, byl nucen přiznat vazalství vůči Východofranské říši a umožnit návrat latinským kněžím. Brzy po jejich příchodu zpět do země došlo ke svárům dvou koncepcí, latinské a staroslověnské.

### Misie v Panonii (867)
Na konci roku 866 se Cyril s Metodějem odebrali na cestu do Akvileje a dále zpět do Konstantinopole, aby tam zařídili potřebné záležitosti. Na počátku roku 867 se cestou asi na půl roku zastavili u knížete Kocela v politicky klidnější Panonii. Ten jim přivedl 50 žáků, aby je bratři připravili pro stav duchovní. Slovanští obyvatelé Panonie přijímali s vděčností křesťanskou misii ve staroslověnštině. Kníže Kocel o této skutečnosti nejednou písemně informoval papeže Mikuláše I. a vychvaloval úspěšnou christianizaci jeho knížectví prostřednictvím soluňských sourozenců. Cyril i Metoděj odmítli dary a ještě vyjednali propuštění 900 otroků. Počátkem druhé poloviny roku 867 se vydali na další cestu.

### Cesta do Říma, schválení staroslověnštiny papežem (868)

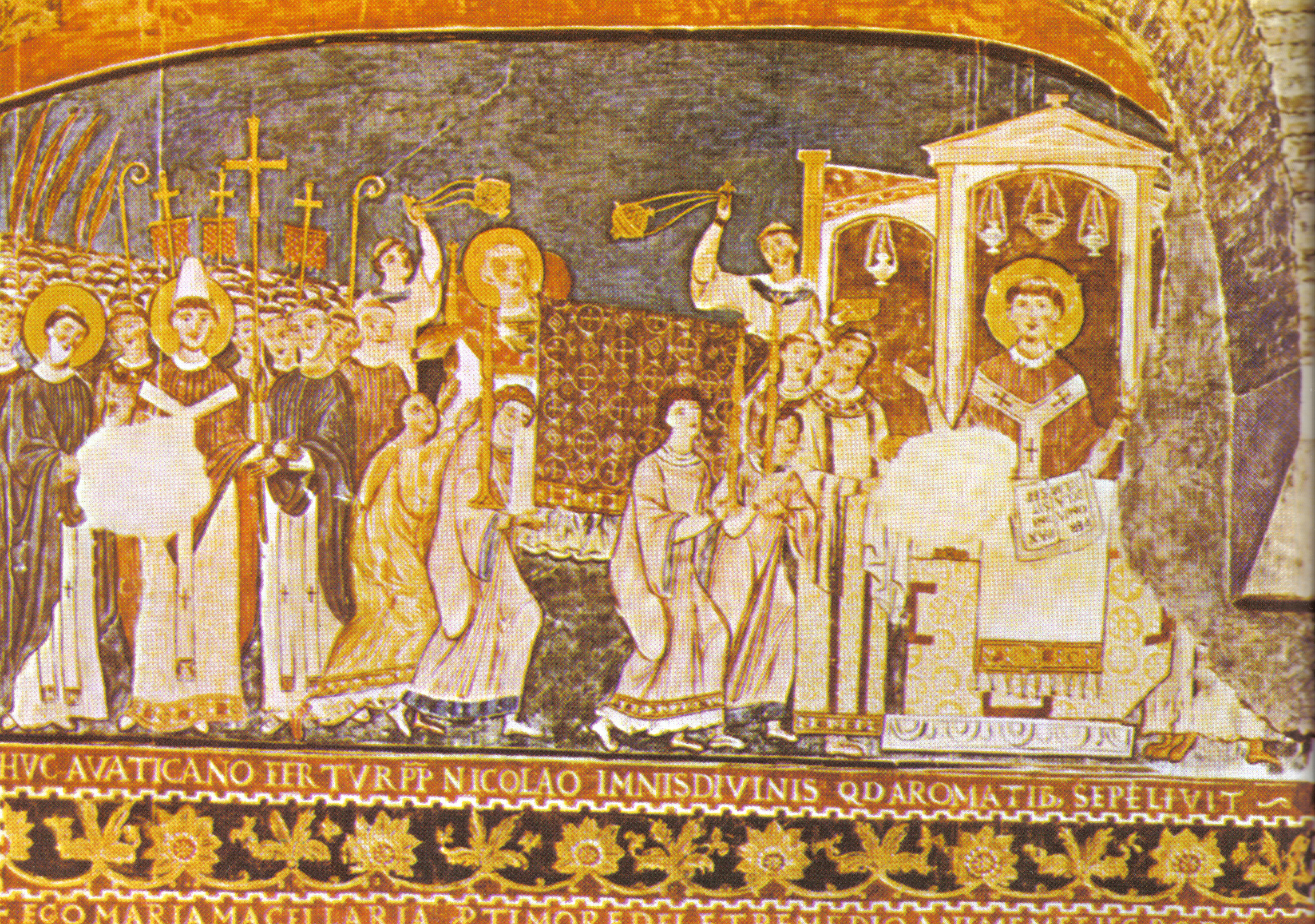
Cyril a Metoděj v Římě.

V roce 867 byli již duchovní, kteří byli vzděláváni bratry, dostatečně připraveni na vysvěcení na kněze a biskupy. Spolu s Konstantinem a Metodějem se rozhodli pro cestu do Říma nebo Konstantinopole, kde mělo svěcení proběhnout. Protože cesta přes Balkán byla obtížná, rozhodli se cestovat do Benátek a odtud lodí buď do Ravenny a dále do Říma nebo do Konstantinopole. Při pobytu v Benátkách se však dozvěděli, že v Byzanci proběhl státní převrat a císař Michael III. který je poslal na Velkou Moravu, byl zavražděn. Také byl sesazen jejich přítel patriarcha Fotios, jehož misionáři bratři byli.
V Benátkách oba bratry zastihl i zvací list napsaný papežem Mikulášem I. Papež věděl, že bratři káží na Velké Moravě i v Blatensku sice v nepovoleném jazyce, ale s úspěšnými misijními výsledky, a proto je chtěl poznat. Konstantin jako dar pro papeže vzal s sebou kosti svatého Klimenta. Při jejich cestě do Říma však Mikuláš I. zemřel. Nový papež Hadrián II. přivítal slavnostně bratry a především ostatky světce před branami Říma. Bratři v Římě obhájili důvody, proč zavedli slovanskou liturgii a počátkem roku 868 potvrdil papež slovanský překlad bohoslužebných knih. Dosud nepovolenou slovanskou liturgii prý používali už latinští kněží před rokem 863, chybí pro to ovšem důkazy. Otázkou by v takovém případě bylo, jak si latinští kněží mohli dovolit přednášet liturgii v nepovoleném jazyce, ale bratři museli povolení před papežem obhájit.[p 6] V bazilice Panny Marie Sněžné tyto knihy posvětil a zároveň vysvětil Metoděje na kněze. V pozadí stála pravděpodobně také snaha papeže o získání spojence v byzantském císaři Basileiovi I. v boji proti muslimům, kteří v té době ohrožovali Itálii.

### Konstantinův vstup do kláštera v Římě a jeho úmrtí (869)
„V Římě se zdrželi bratří až do roku 869,“ napsal František Palacký. Konstantin však ochuravěl, odřekl se další práce ve Slovanstvu, těžce nemocný (vyčerpaný mj. i neustálými hádkami se západním klérem, který na něho zle dotíral kvůli tomu, že se na Moravě slouží bohoslužby v místním jazyce, kdežto tito západní klerici (trojjazyčníci) trvali na tom, že se bohoslužby smějí vykonávat jen v těch třech jazycích, v nichž nechal Pilát napsat nápis na Kristův kříž: hebrejsky, řecky a latinsky; sv. Konstantin-Cyril tento názor nazýval „pilátnictvím“ a „trojjazyčnou herezí“). Před svojí smrtí vstoupil Konstantin do kláštera a přijal řeholní (mnišské) jméno Cyril (Kyrillos). Zemřel padesát dní po vstoupení do jednoho z řeckých klášterů v Římě, 14. února roku 869, ve věku dvaačtyřiceti let na tuberkulózu (nemoc, na kterou trpěl).

### Metoděj v čele misie (869–885)

#### Zřízení arcibiskupství (869–870)

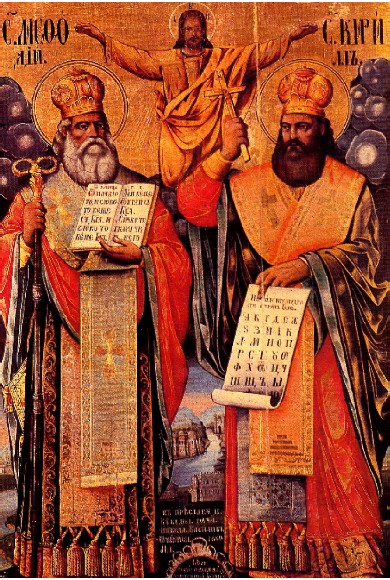
Ikona zobrazující sv. Cyrila a Metoděje

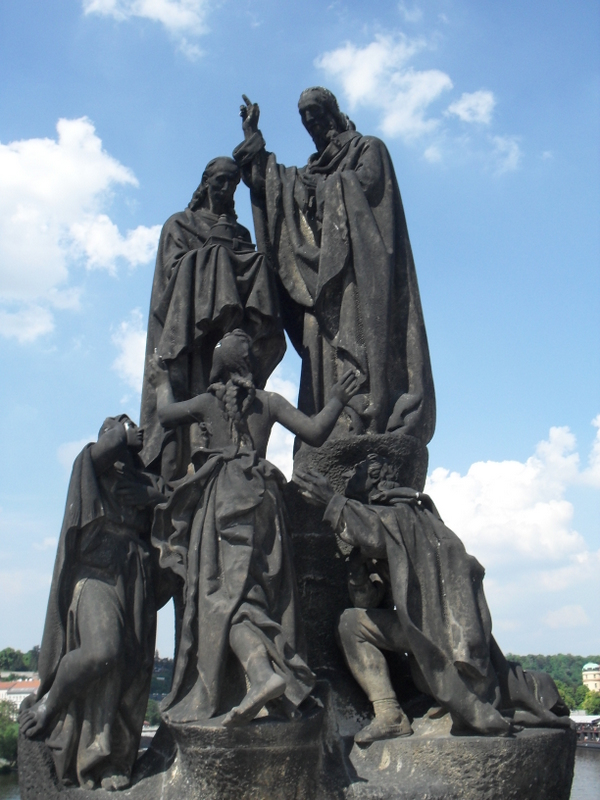
Svatí Cyril a Metoděj, Karlův most, Praha

V polovině roku 869 vydal papež bulu Gloria in excelsis Deo (Sláva na výsostech Bohu) adresovanou Rostislavovi, Svatoplukovi a Kocelovi, ve které schválil slovanskou liturgii. Metoděj byl vyslán jako papežský legát do Panonie, aby s Kocelem dojednal papežův návrh na zřízení nové samostatné panonské diecéze. Papež měl v úmyslu obnovit někdejší sremskou arcidiecézi se sídlem v Sirmiu. V Mosaburgu byl vřele přivítán, Kocel s návrhy bezvýhradně souhlasil a ihned vypověděl salcburského archipresbytera Riphalda a církevní správou Panonie pověřil Metoděje. Ten se krátce nato vrátil do Říma s Kocelovou kladnou odpovědí a jeho dvaceti vyslanci, kde byl následně na podzim roku 869 vysvěcen na biskupa a jmenován prvním arcibiskupem panonsko-moravské arcidiecéze.
Z Říma do Panonie se Metoděj vracel po Vánocích roku 869 už jako arcibiskup a papežský legát s bulou, v níž stálo, že země knížat Rostislava, Svatopluka a Kocela náležejí pod správu římského stolce. Po tříměsíčním zdržení v Panonii se Metoděj vydal na Moravu.

#### Události v letech 870–873

##### Metodějovo zajetí
V roce 870 se Rastislavův synovec Svatopluk pověřený panováním nad Nitranským knížectvím (samosprávná součást Velkomoravské říše) spojil s Východofranskou říší, zajal Rostislava a vydal jej Frankům. Rostislav byl oslepen a uvězněn v některém z bavorských klášterů, pravděpodobně v klášteře sv. Jimráma v Řezně, kde zanedlouho zemřel.
Do této politicky složité doby se vracel Metoděj přes Panonii pokračovat ve svém poslání. Pravděpodobně ještě během cesty na Moravu byl zajat Franky a v roce 870 povolán na církevní sjezd pravděpodobně do Řezna, kde s ním byl započat proces, který podnítil Ludvík II. Němec. Metoděj byl sesazen a odsouzen na doživotí. Poté ho dopravili patrně do Ellwangenu, kde ho v klášterní pevnosti věznili v otevřené jámě dva a půl roku. Osvobodil ho až papežský zásah. Metoděj byl na příkaz papeže Jana VIII. propuštěn a znovu dosazen do čela Moravské arcidiecéze. Stalo se tak roku 873, kdy se biskup Metoděj ujal správy všech moravských chrámů a kleriků. Za jeho moravské sídlo jsou často považovány dnešní Sady u Uherského Hradiště.

##### Nezávislost Velké Moravy
Když v roce 870 vydal Svatopluk zajatého Rostislava Frankům, tak byl Franky také zajat a uvězněn. Obvinění ze zrady mu však nebylo prokázáno a proto byl propuštěn a dokonce v roce 871 byl vyslán v čele franského vojska, které mu svěřil syn Ludvíka II. Němce Karloman, aby potlačil povstání Moravanů v čele se Slavomírem. Před starým Rostislavovým městem však zanechal Franky budovat tábor a přešel na stranu Moravanů a nic netušící Franky v čele Slavomírova vojska přepadl a jejich armádu zničil. Touto porážkou Franků Svatopluk převzal vládu na Moravě a dalšími porážkami Franků v roce 872 Moravu zcela osamostatnil a začal šířit křesťanství a s ním rostl i vliv Velké Moravy.

#### Metodějovo další působení (874–885)
V roce 874 uzavřel Svatopluk s Franky mír, aby mohl územně expandovat. V čele poselstva při uzavírání míru stál kněz Jan z Benátek, Svatoplukův důvěrník. Následně byl Metoděj obviněn knězem Janem z Benátek z kacířství a znovu povolán v roce 879 do Říma. V Římě před papežem Janem VIII. používání staroslověnštiny znovu obhájil a následně papež Jan VIII. staroslověnskou liturgii schválil bulou Industriae tuae (Horlivosti tvé), ale s podmínkou, že epištola a evangelium musí být čteny nejdříve v latině a až poté ve staroslověnštině. Na žádost knížete Svatopluka papež jmenoval nitranským biskupem německého kněze Wichinga. Při zpáteční cestě z Říma nový biskup Wiching Metoděje předběhl, aby byl u Svatopluka dřív a mohl mu předložit padělanou listinu, podle které papež Metoděje sesadil. Podvod byl sice odhalen, ale o rok později se pokusil Wiching o další podvrh, když zfalšoval papežský dopis proti Metodějovi. Na Metodějův dotaz do Říma papež Jan VIII. v březnu roku 881 popřel, že by podobný list Wichingovi poslal, a vyjádřil Metodějovi plnou podporu a slíbil, že Wichinga zavolá před soud.
V roce 882 obdržel Metoděj list od císaře Basileia I., v němž vyjádřil císař přání vidět se s proslulým Metodějem, dokud jsou oba ještě živi. Metoděj se bez váhání vydal na poslední cestu do Konstantinopoli, kde byl vřele a slavnostně přijat a při té příležitosti zde zanechal opisy slovanských bohoslužebných knih, které byly využity při dalších misijních cestách do Bulharska a na Rus.
V roce 884 byl Metoděj již zpět na Moravě a pracoval na překladu zbývajících částí Písma svatého. Krátce před svou smrtí se rozhodl uvalit na Wichinga klatbu a zbavit ho tak biskupské funkce do té doby, než se podřídí jeho autoritě. Wiching v reakci na to (pomocí udání) docílil u nového papeže Štěpána V., zákazu slovanské liturgie a nařízení, aby moravští kněží, pokud se nepodřídí, byli vypuzeni z Moravy.

### Metodějova smrt a konec misie (885)
Nemocný Metoděj po dokončení překladů, když poznal, že jeho čas se začíná naplňovat, jmenoval svým nástupcem Slovana Gorazda. Krátce na to „šestého dne měsíce dubna ve třetí indikci, roku šestitisícího třístého devadesátého třetího od stvoření světa“, dle nového kalendáře 6. dubna 885 zemřel ve věku 72 let. Po Metodějově smrti intrikoval Wiching s Římem a ujal se s brutalitou církevních záležitostí. Podle Wichingových zpráv byl sestaven papežský list Štěpána V., kterým byl právě Wiching ustanoven Metodějovým nástupcem jako moravský biskup. Nový arcibiskup jmenovaný Metodějem, kněz moravského původu jménem Gorazd, byl uvržen spolu s mnoha jinými do žaláře. Další zprávy o Gorazdovi se nedochovaly. Staroslověnsky vzdělaní kněží a mniši (bylo jich na dvě stovky) byli vzatí do žaláře a v okovech vyvedeni ze země, protože tito Metodějovi žáci nechtěli zradit dílo a odkaz svého učitele a odmítli podřídit se papežovu usnesení. Někteří našli útočiště v Čechách, v Polsku a v Bulharsku.

#### Metodějův hrob
Kromě díla Život Metodějův se o životě Metoděje dochovala ještě jedna písemná informace. Ta patří do souboru krátkých, takzvaných „proložních“ životopisů svatých. V něm se o Metodějově pohřbu píše: „Když naučil své učedníky pravé víře a předpověděl svou smrt tři dny předem, zesnul smířen v Pánu. Leží pak ve velkém chrámu moravském po levé straně ve stěně za oltářem svaté bohorodičky. Tato zpráva byla velmi důležitá pro archeology, kteří se snažili najít Metodějův hrob. Teprve v roce 1957 objevil profesor Josef Poulík vedle vnitřní zdi trojlodní baziliky v Mikulčicích místo (označované jako hrob 580), které podle některých historiků mohlo patřit Metodějovi nebo podle odhadovaného věku 40 let spíš významnému Mojmírovci, předměty zde nalezené (těžký dvojsečný meč archaického typu bez hlavice s kaleným ostřím a drážkou vyrobený technikou damaskování, krátký mečík zvaný sax rovněž s kaleným ostřím a drážkou, vyrobený technikou damaskování, nožík či břitva, sekera-bradatice, vědro, kování opasku, zlatý gombík) dokládají, že pochovaný patřil k nejvyšší společenské vrstvě Velké Moravy první poloviny 9. století. Datování nálezu bylo v rozmezí od poslední třetiny 8. století do třetí čtvrtiny 9. století a bylo upřesněno revizním výzkumem provedeným archeologem Lumírem Poláčkem v létě roku 2011. Velmož byl pohřben nejpozději v první polovině 9. století. Počátkem srpna 1963 objevil vedoucí archeologického výzkumu tzv. metropolitní výšiny v Uherském Hradišti–Sadech Vilém Hrubý ve zdivu velkomoravského kostela hrobové dutiny z vnější strany uzavřené přizdívkami. Jedna z nich odpovídá poloze možného hrobu Metoděje, uvedené v písemné zprávě z 9. století. Zde se však našel hrob prázdný, tedy kromě umístění hrobky nic, co by svědčilo o tom, že by zde byl pochován Metoděj, protože na Metoděje byla uvržena klatba a z hrobu byl krátce po smrti přemístěn.

## Úcta
Záměr navázat na církevněslovanské období českých dějin a na cyrilometodějskou tradici byl jedním z důvodů založení kláštera na Slovanech Karlem IV. (1348) na pražském Novém Městě. Kostel tohoto kláštera je zasvěcen Panně Marii, sv. Jeronýmovi, Cyrilu a Metodějovi, Prokopu a Vojtěchovi.
Úcta ke sv. Cyrilovi, sv. Metodějovi i jeho žáku sv. Gorazdovi I., kterého svatý Metoděj před svým blaženým skonem určil za svého nástupce na moravském biskupství (Slovana sv. Gorazda I.) a který byl nedlouho po Metodějově smrti spolu se všemi cyrilometodějskými učedníky z Moravy vyhnán latinským kněžstvem na Balkán. Tito tři světci jsou např. v nadživotní velikosti (moderně) zviditelněni a umístěni napravo vedle Bratislavského hradu – pod názvem Rotunda – sousoší. K většímu rozkvětu cyrilometodějské úcty došlo až v 19. století, kdy byla zdůrazňována slovanská identita českého národa.

### Svátek
Česko i Slovensko slaví svátek Cyrila a Metoděje 5. července, stejně tak římští katolíci v některých zemích. Na tento den byly na žádost olomouckého arcibiskupa Bedřicha z Fürstenberka stanoveny v roce 1863 papežem Piem IX. oslavy tisíciletého výročí příchodu bratří na Velkou Moravu (863). Toto datum, ačkoliv nemá zřejmou souvislost s životem Cyrila a Metoděje ani s cyrilometodějstvím obecně, se od té doby začalo používat v Česku, Chorvatsku a nakonec i na Slovensku. Mezi důvody pro přesun byla nevhodná roční i liturgická doba dřívějšího data 9. března a také vzrůstající kult Jana Husa, jehož výročí upálení připadá na 6. července. Okružním listem „Grande munus“ z 30. září 1880 vyzdvihl papež Lev XIII. zásluhy obou bratří a rozšířil jejich svátek na celou římskokatolickou církev.
Slovanské pravoslavné církve mají vlastní den oslavy svatého Cyrila a Metoděje, kterým je 11. květen podle pravoslavného kalendáře (24. květen dle gregoriánského kalendáře), kdy podle tradice Cyril a Metoděj ze Soluně na Velkou Moravu přišli. Historicky doloženo je pouze to, že se tak stalo na jaře roku 863. Tradice o příchodu věrozvěstů na Moravu ze Soluně je však zavádějící, neboť bratři se v Soluni sice narodili, ale ještě přibližně do 16 let věku rodné město definitivně opustili. Na Moravu přišli z Konstantinopole jako vyslanci byzantského císaře. V Bulharsku a Severní Makedonii je 24. květen slaven jako Den sv. Cyrila a Metoděje, Den slovanské kultury a vzdělávání a je též svátkem a dnem pracovního klidu. Všeobecný římský kalendář platící od roku 1970 klade zase památku na den 14. února, což je datum úmrtí svatého Cyrila.

## Odraz v kultuře

### Populární kultura
V roce 2013 měl premiéru koprodukční naučně-dobrodružný film Cyril a Metoděj – Apoštolové Slovanů režiséra Petra Nikolaeva.

### Poštovní známky
V roce 1935 vyšla v Československu k 1050. výročí úmrtí sv. Metoděje série tří poštovních známek s motivem Cyrila a Metoděje. Známky vyryl Bohumil Heinz podle litografie Jano Köhlera.
V roce 1993 vyšly poštovní známky k 1130. výročí příchodu Cyrila a Metoděje se stejným motivem v Česku i na Slovensku. Další česko-slovenská dvojice známek byla vydána k 1150. výročí v roce 2013.